# 埃弗里 (印第安納州)
埃弗里（英語：Avery）是位於美國印地安納州克林頓縣的一個非建制地區。該地的面積和人口皆未知。

## 地理
埃弗里的座標為40°18′32″N 86°26′26″W / 40.30889°N 86.44056°W，而該地的平均海拔高度為268米（即879英尺）。